# Trevor Berbick
Trevor Berbick (Port Antonio, 1º agosto 1954 – Port Antonio, 28 ottobre 2006) è stato un pugile giamaicano naturalizzato canadese della categoria pesi massimi, la cui carriera si è sviluppata tra il 1976 e il 2000.

## Biografia

### Carriera nel pugilato

#### Dilettante
Berbick rappresentò la Giamaica ai Giochi olimpici del 1976 di Montréal, malgrado avesse combattuto solo undici volte tra i dilettanti in precedenza. Si classificò al 9º posto nella categoria dei pesi massimi, perdendo agli ottavi di finale contro il pugile della Romania Mircea Şimon, che vinse poi la medaglia d'argento. L'anno precedente si era classificato al 3º posto ai VII Giochi panamericani di Città del Messico, perdendo la semifinale contro lo statunitense Michael Dokes.

#### Professionista
Dopo le Olimpiadi del 1976, Berbick scelse di trasferirsi a Montréal e passare al professionismo. Tre anni più tardi acquisì la cittadinanza canadese. Vinse 11 incontri da professionista prima della sconfitta del 3 aprile 1979 con Bernardo Mercado.
Ottenne la chance di combattere per il titolo mondiale dei pesi massimi WBC contro il detentore Larry Holmes ma l'11 aprile 1981 perse ai punti, con verdetto unanime. Otto mesi dopo, Trevor Berbick sconfisse Muhammad Ali ai punti in dieci riprese, con verdetto unanime, dando l'impressione di non voler infierire. L'incontro venne disputato a Nassau l'11 dicembre 1981 e fu l'ultimo della carriera per un Ali oramai in pessime condizioni.

#### Titolo mondiale e incontro con Tyson
Nel 1984 passò nella scuderia di Don King e due anni più tardi, il 22 marzo 1986, riuscì ad aggiudicarsi il titolo WBC dei pesi massimi (primo pugile giamaicano di sempre) battendo ai punti con decisione unanime Pinklon Thomas.
Il suo regno sarebbe però stato breve. Infatti alla prima difesa del titolo, il 22 novembre 1986 all'Hilton di Las Vegas, si trovò davanti l'appena ventenne Mike Tyson. Scosso dai colpi di Tyson già nel finale della prima ripresa, Berbick venne atterrato all'inizio della seconda. Rialzatosi, finì nuovamente al tappeto a 40" dalla fine della ripresa. Barcollando e appoggiandosi più volte alle corde riuscì a rialzarsi ma intanto veniva contato dall'arbitro Mills Lane, che dichiarò il KO tecnico. Il commentatore televisivo Barry Tompkins chiosò l'avvento di Tyson con la frase And we have a new era in boxing!
Tyson affermò in interviste successive di aver voluto vendicare Ali. Come nota di costume, Berbick e Larry Holmes sono gli unici pugili che hanno combattuto sia contro Ali che contro Tyson.

#### Declino
Dopo la sconfitta con Tyson, la parabola agonistica di Berbick fu discendente, accompagnata da problemi nella vita privata e diversi arresti.. Nel 1988 perse l'incontro valido per il titolo USBA con Carl Williams. In 1991 si recò in Giappone per un combattimento "pugile contro wrestler" contro Nobuhiko Takada. Lamentandosi dei colpi inferti alle gambe da Takada, in realtà permessi dalle regole del combattimento, abbandonò il ring.
Nel 1995 venne sconfitto da Jimmy Thunder nell'incontro valevole per l'assegnazione del titolo vacante dei pesi massimi WBC per il continente americano. Il suo ultimo incontro avvenne il 26 maggio 2000: vinse ai punti (verdetto unanime) il titolo canadese dei pesi massimi contro Shane Sutcliffe. Nello stesso anno gli venne però diagnosticata con una TAC la presenza di un grumo di sangue al cervello. La licenza da professionista gli venne revocata e fu costretto a ritirarsi dal ring. Il suo record da professionista è di 49 vittorie (33 KO), 11 sconfitte e 1 pareggio.

### Ritiro e vita privata
Già nel 1992 era stato condannato per aver violentato la babysitter dei propri figli, scontando 15 mesi in Florida. Cinque anni più tardi fu espulso dal territorio degli Stati Uniti d'America per aver violato gli obblighi della libertà vigilata. Predicatore di una chiesa pentecostale, si diede ad una carriera di allenatore presso la palestra di Kenny Barrett a Tamarac, dove si era ritirato con la seconda moglie e i tre figli da lei avuti (ne aveva avuti tre dalla prima a Montreal), ma il suo comportamento problematico gli costò una nuova espulsione dagli Stati Uniti a fine 2002.

### La morte
Berbick venne assassinato il 28 ottobre 2006. Il suo corpo fu ritrovato nel cortile di una chiesa di Port Antonio, città natale. Riportava evidenti segni di ferite da arma da taglio sul retro della testa.
Per il delitto sono stati condannati Harold Berbick, nipote dello stesso Berbick, e Kenton Gordon. Il movente è stato individuato nella disputa su un terreno. I due sono stati condannati rispettivamente all'ergastolo e a 14 anni di prigione. Harold Berbick riferì di aver colpito lo zio, poiché da lui aveva subito atti di prepotenza, dei furti ed un lancio di pietre.